# Maladera insanabilis
Maladera insanabilis là một loài bọ cánh cứng trong họ Scarabaeidae.